# Ladislav Putyera
Ladislav Putyera (30. září 1926, Šaľa – 12. prosince 2004, Nitra) byl slovenský fotbalista, útočník, reprezentant Československa. Za československou reprezentaci odehrál 30.4.1950 utkání s Maďarskem, které skončilo prohrou 0:5. Hrál za ŠK Bratislava, Jednotu Košice, ATK Praha a Slovan Nitra. V lize dosáhl 55 gólů.